# District de Xingning
Pour les articles homonymes, voir Xingning (homonymie).
Le district de Xingning (兴宁区 ; pinyin : Xīngníng Qū) est une subdivision administrative de la région autonome du Guangxi en Chine. Il est placé sous la juridiction de la ville-préfecture de Nanning.Sa population est de 297 856 habitants(2009).